# Igreja de Bangladesh
A Igreja de Bangladesh (em inglês Church of Bangladesh) é uma igreja unida, formada em 1974, por igrejas anteriormente vinculadas à Igreja do Paquistão, quando o Bangladesh tornou-se um país independente.

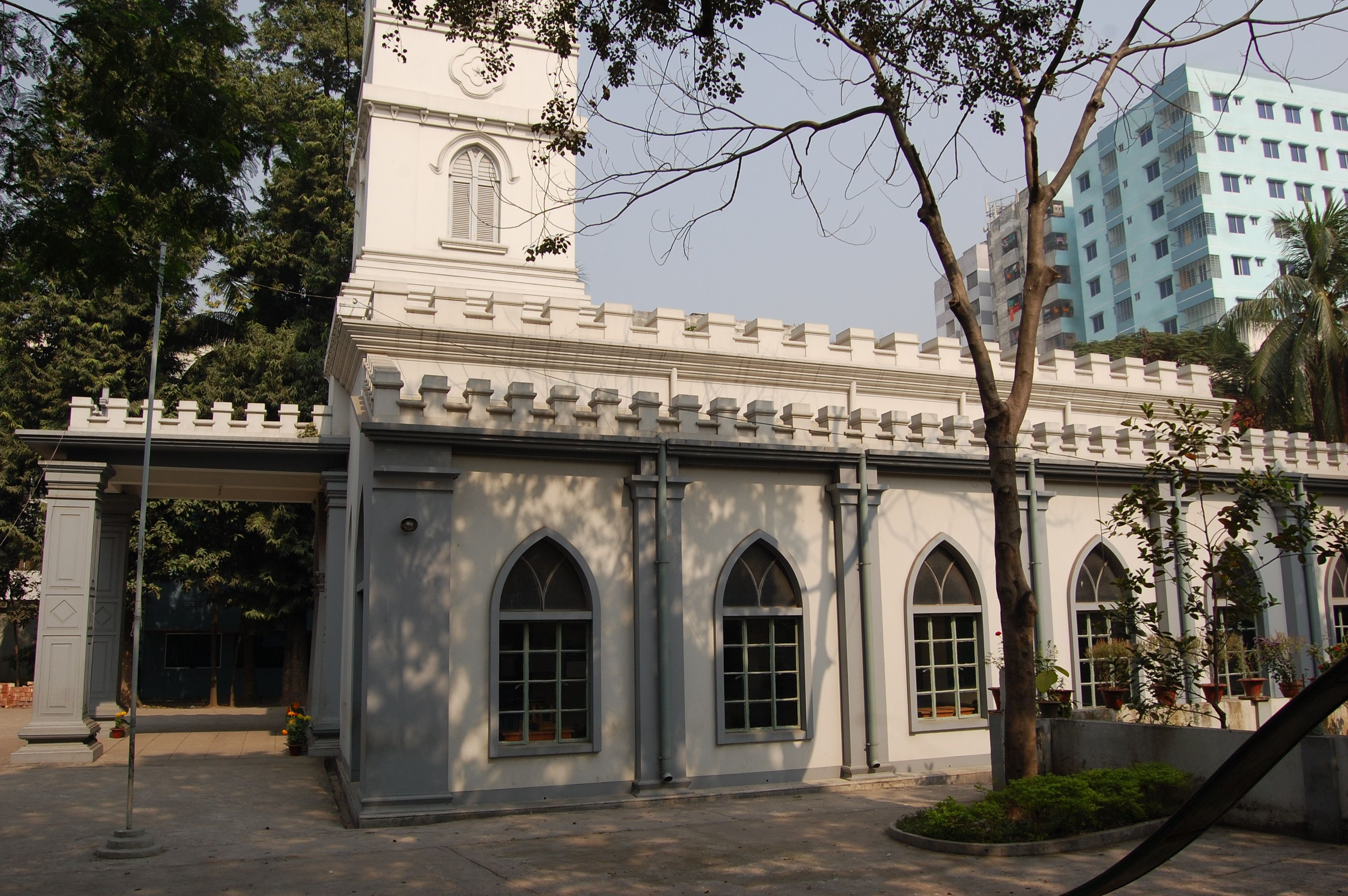
Catedral de São Tomé, em Daca.

É a maior denominação protestante no Bangladesh. Tinha com cerca de 15.622 membros em 2014.
Em 2022, a denominação divulgou que era formada por 115 locais de culto (igrejas e congregações), com 22.600 membros.

## Relações intereclesiásticas
É membro do Conselho Mundial de Igrejas, Comunhão Anglicana e Comunhão Mundial das Igrejas Reformadas.